# 슬로츠홀멘

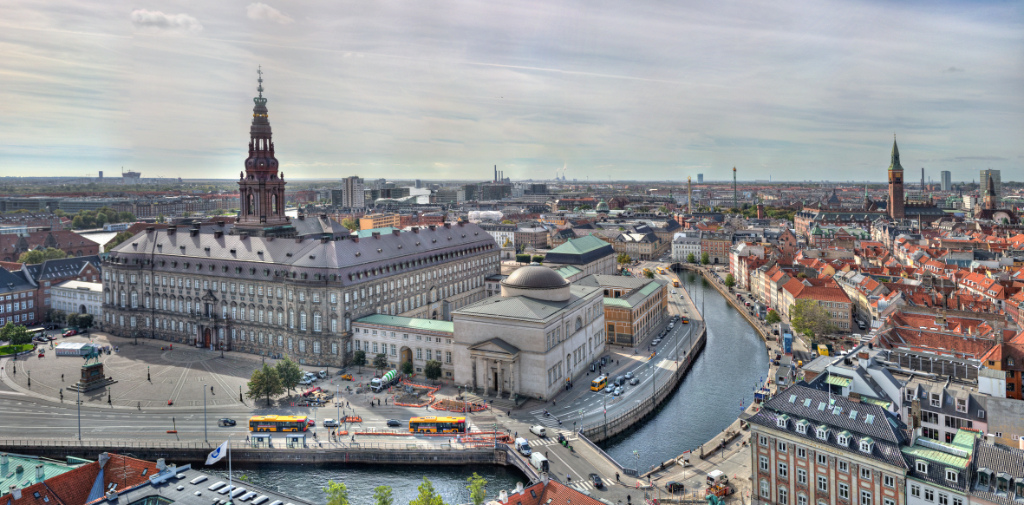
슬로츠홀멘

슬로츠홀멘(스웨덴어: Slotsholmen)은 덴마크 코펜하겐에 있는 섬이자 코펜하겐 도심의 일부다. 이름은 압살론이 1167년 현재 크리스티안스보르성이 있는 자리에 섬에 첫 번째 성을 건설한 이후 섬에 위치한 연속적인 성과 궁전에서 따온 것이다.
중세부터 덴마크 정부의 중심지로 알려진 이 섬은 '권력의 섬'(Magtens Ø)이라고도 불리며 중앙 정부 기관 및 부처가 늘어서 있다. 따라서 슬로츠홀멘이라는 이름은 전체 덴마크 정부 행정에 대한 환유어로 자주 사용된다.
섬에는 덴마크 의회, 덴마크 대법원, 덴마크 총리실, 국왕의 접견실이 있는 거대한 크리스티안스보르성이 있다. 또한 섬에는 가장 중요한 부처인 덴마크 국립 기록 보관소, 덴마크 왕립 도서관, 여러 박물관, 뵈르센, 크리스티안 4세 양조장 등이 있다.

## 같이 보기
- 덴마크의 섬 목록